# مچکووتسه
مچکووتسه (به لاتین: Myczkowce) یک روستا در لهستان است که در گمینا سولینا واقع شده‌است. مچکووتسه ۵۱۰ نفر جمعیت دارد.